# 銀身蝴蝶魚
銀身蝴蝶魚，俗名黑鏡蝶，為輻鰭魚綱鱸形目蝴蝶魚科的其中一種。

## 分布
本魚分布於西太平洋區，包括琉球群島、中國東海、南海、台灣、菲律賓等海域。

## 深度
水深5至20公尺。

## 特徵
本魚體色以銀色為底，其上由許多平行的棕色橫線及縱線交錯形成許多近正方形的格子，以在側線上方的較小，而側線下方者較大。另外，身上有3條黑色寬橫帶，其中第一條在頭部，有時較不明顯；最後一條則起自背鰭延伸至臀鰭。尾鰭透明，末端略黑，在基部則有一新月形黑帶。屯鰭的硬棘部黑色。體長可達12公分。

## 生態
主要棲息在珊瑚礁區，以珊瑚蟲為主食，有時也食小型藻類。

## 經濟利用
可為觀賞魚，容易飼養。大型者可食用。